# 杜長春
杜長春（16世紀—17世紀），字君泰，四川重慶府綦江縣人，明朝政治人物。

## 生平
杜長春早年出身國子生，以《書經》中萬曆三十四年（1606年）舉人第二十八名，三十八年（1610年）會試中式第一百五十七名，成三甲進士，獲授蘄水知縣，任內摘奸罰惡，不畏强權，又經常教育士子，學生都爭相學習。之後他調任南城，任內勤勞得士民愛慕之，但因為以奉承上級降為寧國教授，很快再升為承天府推官，他卻以不得志請求辭官，到江陵時去世，四川巡撫傅宗龍為他撰寫墓志銘。

## 家族
曾祖杜崇赤，貢生。祖父杜江，訓導。父親杜起位，母親王氏。具慶下。娶羅氏。